# San Mateo del Mar
San Mateo del Mar là một đô thị thuộc bang Oaxaca, México. Năm 2005, dân số của đô thị này là 12667 người.